# Новоолексіївка (Курська область)
Новоолексіївка (рос. Новоалексеевка) — хутір в Дмитрієвському районі Курської області Російської Федерації.
Населення становить 29 осіб. Входить до складу муніципального утворення Новопершинська сільрада.

## Історія
Населений пункт розташований на території українського етнічного та культурного краю Східна Слобожанщина.
Від 2004 року входить до складу муніципального утворення Новопершинська сільрада.

## Населення
| 2002 | 2010 |
| ---- | ---- |
| 42   | ↘29  |